# 9.5 mm
9.5 mm é um formato de filme amador introduzido pela Pathé, em 1922, como parte do sistema de filme amador Pathé-Baby. Foi concebido inicialmente como um formato de baixo custo para fornecer cópias de filmes feitas comercialmente para usuários domésticos, apesar de uma câmera simples ter sido lançado logo após.
Tornou-se muito popular na Europa ao longo das próximas décadas e ainda é usado por um pequeno número de entusiastas hoje. Mais de 300.000 projetores foram produzidos e vendidos principalmente na França e na Inglaterra e muitas características comerciais estavam disponíveis no formato.